# Hb 12
Hb 12 (Hubble 12) ist ein Planetarischer Nebel, der im Jahr 1921 von Edwin Hubble entdeckt wurde.
Er besitzt eine Sanduhr-förmige Gestalt mit einer Vielzahl von Knoten, die sich mit einer Geschwindigkeit von 120 km/s ausbreiten. Der planetarische Nebel zeichnet sich durch eine der höchsten Oberflächenhelligkeiten aus und weist eine ringförmige Strukturen auf, die vermutlich in Abständen von rund 50 Jahre entstehen.